# Gennes-Longuefuye
Gennes-Longuefuye é uma comuna francesa na região administrativa do País do Loire, no departamento de Mayenne. Estende-se por uma área de 40.29 km². Em 2010 a comuna tinha 1 353 habitantes (densidade: 33,6 hab./km²).
Foi criada em 1 de janeiro de 2019, a partir da fusão das antigas comunas de Gennes-sur-Glaize (sede da comuna) e Longuefuye.